# Powiat Schlawe i. Pom.

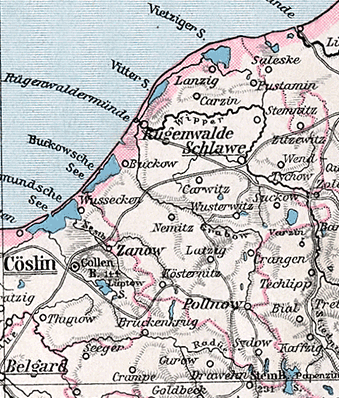
Mapa powiatu sławieńskiego z 1905 r.

Powiat Schlawe i. Pom., Powiat Schlawe in Pommern (niem. Landkreis Schlawe i. Pom., Landkreis Schlawe in Pommern, Landkreis Schlawe, Kreis Schlawe; pol powiat sławieński) – dawny powiat na terenie kolejno Prus, Cesarstwa Niemieckiego, Republiki Weimarskiej oraz III Rzeszy, istniejący od 1816 do 1945. Należał do rejencji koszalińskiej, w prowincji Pomorze. Teren dawnego powiatu leży obecnie w Polsce, w województwie zachodniopomorskim.

## Historia
10 sierpnia 1876 nastąpiły następujące zmiany administracyjne:
- przyłączenie gmin Dünnow, Lindow, Muddel, Saleske do powiatu Stolp
- przyłączenie gmin Görshagen, Marsow, Schlackow, Vietzke z powiatu Stolp
- przyłączenie gminy Jannewitz z powiatu Rummelsburg i. Pom.

28 marca 1878 gminy Beßwitz i Varzin i Wendisch Puddiger, Wussow i dobra Beßwitz, Misdow i Techlipp przyłączono do powiatu Rummelsburg i. Pom.
W 1939 roku powiat zamieszkiwało 77 520 osób, z czego 75 235 ewangelików, 679 katolików, 479 pozostałych chrześcijan i 43 Żydów.
Wiosną 1945 obszar powiatu zdobyły wojska 2 Frontu Białoruskiego Armii Czerwonej. Po odejściu wojsk frontowych, powiat na podstawie uzgodnień jałtańskich został przekazany polskiej administracji. Jeszcze w tym samym roku zmieniono nazwę powiatu na powiat sławieński, nie zmieniając znacząco granic.
1 stycznia 1945 na terenie powiatu znajdowały się 4 miasta:
- Pollnow (Polanów), 3 631 mieszk[2]
- Rügenwalde (Darłowo), 8 392  mieszk[2]
- Schlawe (Sławno), siedziba powiatu, 9 746 mieszk[2]
- Zanow (Sianów), 3 055 mieszk[2]